# Kristin Steffen
Kristin Steffen  (* 1992 in Nürtingen) ist eine deutsche Schauspielerin.

## Werdegang
Nach dem Abitur betätigte Steffen sich 2012 als Theaterpädagogin für Kinder in Indien und auf den Philippinen. Es folgte ein Jahrespraktikum am Theater Chemnitz. Dort übernahm sie kleinere Rollen und hospitierte in der Regie. Im Jahr 2014 begann sie das Studium an der Hochschule für Musik und Theater „Felix Mendelssohn Bartholdy“ Leipzig. Ab der Spielzeit 2016/17 war sie am Schauspielstudio Köln beschäftigt. Im Jahr 2018 wählten sie Kritiker in einer Umfrage von Theater heute zur besten Nachwuchsschauspielerin. Seit der Spielzeit 2018/19 ist sie festes Ensemblemitglied am Schauspiel Köln. Seit 2017 hat sie mehrere Tages- und Nebenrollen in Fernseh- und Kinofilmproduktionen übernommen, darunter in zwei Tatortfolgen, in der Serie Babylon Berlin und in dem Kinofilm Echo.

## Filmografie (Auswahl)
- 2018: Shelter. – Regie: Adrian Witzel.
- 2019: Die Schwimmerin (AT). – Regie: Sophie Salzer.
- 2019: Babylon Berlin.
- 2021: Echo. – Regie: Mareike Wegener.
- 2024: Tatort: Letzter Ausflug Schauinsland (Fernsehreihe)
- 2024: Nelly und das Weihnachtswunder (Fernsehfilm)

## Hörspiele (Auswahl)
- 2020: Eberhard Petschinka, Philine Conrad: Das Geschenk (Silly) – Regie: Eberhard Petschinka (Original-Hörspiel – Eberhard Petschinka/Philine Conrad (Auftragsproduktion von: WDR))
- 2021: Frank Maria Reifenberg: Wo die Freiheit wächst (4 Teile) (Nelly) – Regie: Claudia Johanna Leist (Hörspielbearbeitung – WDR)
- 2022: Magdalena Schrefel: Wir Esel. Eine halbwahre Geschichte über das Schreiben als Arbeit – Regie: Magdalena Schrefel (Hörspielbearbeitung – WDR)
- 2024: Jürgen Becker: Erzählen, wie es weitergeht – Regie: Matthias Kapohl (Originalhörspiel – Deutschlandradio)

Quelle. ARD-Hörspieldatenbank

## Theater (Auswahl)
Schauspiel Köln
- 2025: Was ihr wollt – Rolle: Viola
- 2024: Gespenster. – Rolle: Regine Engstrand – Regie: Thomas Jonigk.
- 2023: Exil: Eine europäische Erzählung. – Regie: Nuran David Calis
- 2022: Falstaff. – Rolle: Westmoreland, Sir Walter Blunt, Poins, Mortimer – Regie: Jan Bosse.
- 2022: Früchte des Zorns. – Rolle: Rose – Regie: Rafael Sanchez.
- 2022: Phaedra. – Rolle: Rose – Regie: Ersan Mondtag.
- 2020: Nora. – Rolle: Aricia – Regie: Robert Borgmann.
- 2018: Die Weber. – Rolle: Bertha Baumert, Mielchen – Regie: Armin Petras.
- 2017: Romeo und Julia. – Rolle: Julia – Regie: Pınar Karabulut.
- 2017: Arsen und Spitzenhäubchen. – Rolle: Teddy Brewster – Regie: Jan Neumann.